# 誄
誄（しのびごと）とは、 日本古代以来、貴人の死を哀悼し、生前の功績・徳行をたたえ、追憶する弔辞。誄詞（るいじ）とも呼ばれる。大王（天皇）には殯宮で奏され、功臣の棺前にも賜ったものである。

## 概要
「偲ふ（偲ぶ）」は「忍ぶ」とは別の語であり、「賞美する」・「おもひ慕う・懐かしむ」という意味で、「しのひこと」とは、寿詞（よごと）に通じるものであった。
『日本書紀』巻第二十によると、敏達天皇崩御の時に、
とあるのが、史料における初見である。
その内容は、皇位継承の次第から氏族の奉仕の由来にまでわたり、当初は追悼の辞というよりも、故人の伝記の一部を語るようなものであった。豪族から部曲まで各階層の代表者がそれぞれ誄を奏してきた。大王（天皇）の場合には「誄詞奏上」の一環として和風諡号が献呈された。
功臣への誄として、『続日本紀』巻第二十七にある、天平神護2年正月（766年）の称徳天皇の詔によると、藤原鎌足・藤原不比等への「志乃比己止乃書」（しのひことのふみ）が与えられたことが伝わっている。この詔により、大納言藤原永手が右大臣に任じられ、白壁王（のちの光仁天皇）と藤原真楯が後任に任じられている。
また、646年の大化の薄葬令には、
とあり、誄が民間においても行われていたことが窺われる。
そのほかの服喪の儀礼として、挙哀（発哀）の礼があり、『書紀』巻第第十一によると、日本では菟道稚郎子の自死の際に大鷦鷯尊（のちの仁徳天皇）が行ったのが最初とされているが、『書紀』巻第二十六によると、661年の『斉明天皇』の崩御の際に飛鳥の川原で9日間発哀したとあり、また巻第二十九によると、天武天皇の殯宮の儀礼に
とある。同様の記事は678年の十市皇女薨去の記事があり、納言兼宮内卿五位の舎人王薨去の記事でも、「天皇、大きに驚きたまひて、高市皇子・川嶋皇子を遣す。因りて殯を隣（みそなわし）て哭（みね）したまふ。百寮（つかさつかさ）の者、従ひて発哀（ねつか）ふ」とも載っている。天武天皇の場合は、続けて誄の記事が延々と続くのであるが、誄とは、この「哭泣して哀しむ」発哀の礼とともに、王権を強化する役割をも果たしていた。
しかし、『続日本後紀』巻第十二によると、嵯峨天皇の、財を費やした手厚い葬儀は古の賢人が避けたものであり、薄葬を行った前漢の武帝や魏の文帝に見習うべしとする遺詔が出されてから、誄諡が停止され、誄の奏上は行われなくなった。

## 近年の事例
- 牧野伸顕 - 1949年（昭和24年）の没時、昭和天皇が柩前使を遣わし誄を宣読させた。第二次世界大戦後初の事例[9]。